# Kebondalem (Kutoarjo)
Kebondalem is een bestuurslaag in het regentschap Purworejo van de provincie Midden-Java, Indonesië. Kebondalem telt 837 inwoners (volkstelling 2010).